# Microcitrus australasica
Microcitrus australasica, auch Australische Fingerlimette oder Fingerförmige Australische Limette, Finger Lime, Fingerling, Limetten-Kaviar, Lime Caviar, Limepearls genannt, ist eine Pflanzenart aus der Gattung Microcitrus in der Familie der Rautengewächse (Rutaceae).

## Beschreibung

### Erscheinungsbild, Blatt und Bedornung
Microcitrus australasica wächst als Strauch oder Baum mit Wuchshöhen von bis zu 6 Metern. Die jungen Pflanzen besitzen mehr oder weniger horizontal angeordnete, kantige Zweige mit sehr kurzen Internodien.
Bei der Keimung verbleiben die Keimblätter (Kotyledonen) im Boden und die ersten Blätter sind zu Cataphyllen reduziert. Die Blätter sind wechselständig angeordnet. Es liegt Heterophyllie vor und die Blattspreiten sind immer einfach. Der Blattstiel ist 1 bis 3 mm lang. An jungen Pflanzen sind die eiförmigen Laubblätter kürzer als die steifen, aufrechten Dornen. Der einzelne Dorn sitzt seitlich an der Knospe und ist bis zu 25 mm lang. An älteren Pflanzen sind die relativ kleinen, relativ dicken Laubblätter bei einer Länge von 1,5 bis 4 cm und einer Breite von 1,2 bis 2,5 cm eiförmig, keilförmig oder fast rhombisch mit sehr stumpfem oder ausgerandetem oberem Ende. In der Flora of New South Wales Online werden die Blattspreiten bei einer Länge von 1 bis 5 cm und einer Breite von 3 bis 25 mm als verkehrt-eiförmig bis mehr oder weniger rhombisch mit gekerbtem oberem Ende und keilförmiger Basis sowie bis zu den Enden gewelltem Rand beschrieben. Die kahlen Blattflächen besitzen viele Öldrüsen und deshalb riechen die Laubblätter aromatisch, wenn sie zerdrückt werden.

### Blüte
Die Blüten stehen einzeln an bei einer Länge von 1 bis 3 mm und relativ kurzen Blütenstielen. Die relativ kleinen, radiärsymmetrischen, zwittrigen Blüten sind meist fünfzählig, aber manchmal drei- oder vierzählig. Die Kelchblätter sind etwa 1,5 mm lang. Die weißen Kronblätter sind bei einer Länge von 6 bis 9 mm aufrecht, konkav und breit gerundet. Es sind 20 bis 25 Staubblätter vorhanden. Der Stempel ist sehr kurz und dick. Der Fruchtknoten ist fünf- bis siebenkammerig mit vielen (8 bis 16 oder sogar 20) Samenanlagen in jeder Kammer.

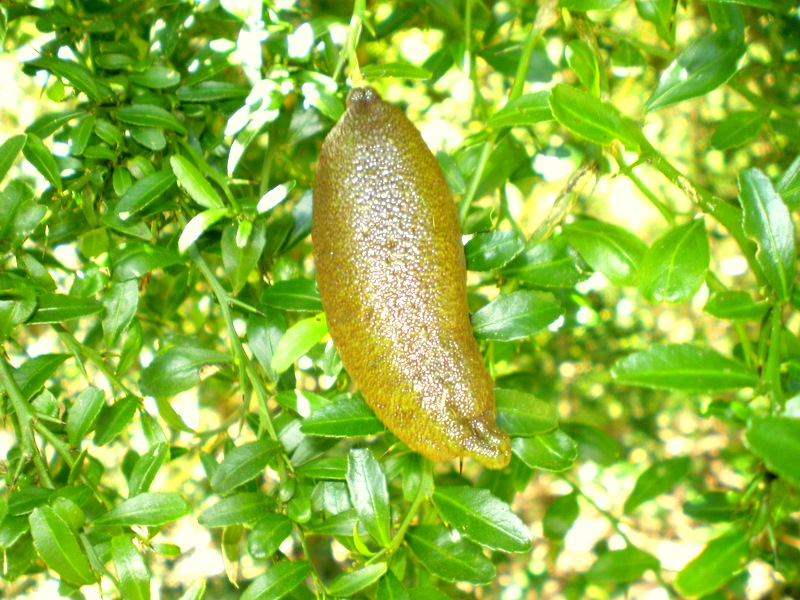
Frucht an der Pflanze

### Frucht und Samen

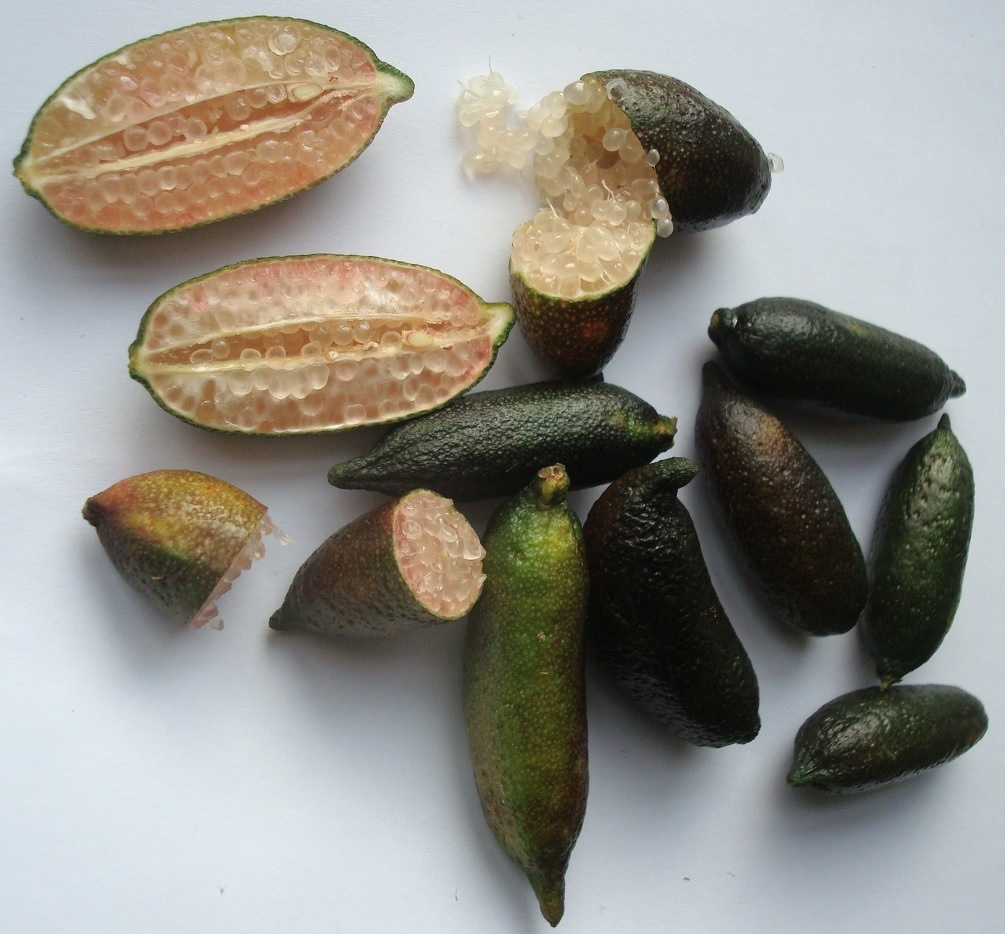
Früchte der Australische Fingerlimette – Microcitrus australasica

Die Frucht ist bei einer Länge von meist 4 bis 8 cm (Swingle), beziehungsweise 6,5 bis 10 cm (Flora of New South Wales Online) und einem Durchmesser von 1,5 bis 2,5 cm, lang, schlank und zylindrisch-spindelförmig und oft leicht gekrümmt, wobei oft an der Basis und am oberen Ende eine stumpfe Anschwellung vorhanden ist. Die relativ dünne Fruchtschale ist grün oder gelb bis rosafarben-rot. Die Früchte besitzen nur fünf bis sieben Segmente. Die Fruchtpülpe ist grün bis rosafarben-rot. Die Pulpe wird aus lose zusammenhängenden, fast kugeligen Saftsträngen gebildet, die sauren, penetrant schmeckenden Saft enthalten. Die Früchte reifen in Australien zwischen Mai und Juni.
Die Samen sind bei einer Länge von 5 bis 6 oder bis zu 7 mm eiförmig sowie meist auf einer Seite abgeflacht und besitzen oft kleine Einmuldungen auf der anderen Seite.

### Chromosomenzahl
Die Chromosomenzahl beträgt 2n = 18.

## Vorkommen
Das Ursprungsgebiet von Microcitrus australasica umfasst die Regenwälder der australischen Bundesstaaten New South Wales und Queensland im östlichen Teil Australiens.

## Sorten
Von der Australian Cultivar Registration Authority (ACRA) wurden bereits 7 Sorten von Microcitrus australasica registriert:
- 'Alstonville'
- 'Blunobia Pink Crysta'
- 'Byron Sunrise'
- 'Durhams Emerald'
- 'Jali Red'
- 'Judy's Everbearing'
- 'Pink Ice'

Zwei Sorten, welche noch nicht registriert sind:
- 'Blunobia Red Blush'
- 'Mia Rose'

## Taxonomie
Die Erstbeschreibung erfolgte 1858 durch Ferdinand von Müller unter dem Namen (Basionym) Citrus australasica in Fragmenta Phytographiæ Australiæ, 1, S. 26. Citrus australasica F.Muell. wurde 1915 durch Walter Tennyson Swingle in Journal of the Washington Academy of Sciences, Volume 5, S. 572 in die Gattung Microcitrus gestellt. Weitere Synonyme sind Citrus australasica var. sanguinea F.M.Bailey und Microcitrus australasica var. sanguinea (F.M.Bailey) Swingle.

## Nutzung
Microcitrus australasica wird mit mehreren Sorten angebaut.
Die Frucht wird roh gegessen oder zu Marmelade verarbeitet. In den USA wurde Microcitrus australasica versuchsweise zur Züchtung und als Unterlage für andere Citrus-Sorten verwendet.
Die frischen Vesikel, die im Mund aufplatzen, erinnern vom Effekt her an Kaviar. Daher auch der Name Limetten-Kaviar.